# Plesiocolochirus spinosus
Plesiocolochirus spinosus is een zeekomkommer uit de familie Cucumariidae.
De wetenschappelijke naam van de soort werd in 1834 gepubliceerd door J.R.C. Quoy & J.P. Gaimard.